# بادبان‌های سیاه
بادبان‌های سیاه (به انگلیسی: Black Sails) یک سریال تلویزیونی درام اکشن-ماجراجویی به کارگردانی جاناتان استاینبرگ و رابرت لوین است که از ۲۵ ژانویه ۲۰۱۴ از شبکه استارز پخش شده‌است. استاینبرگ در کنار مایکل بی و برَد فولِر مدیر تولید کار خواهد بود ضمن اینکه لِوین، دستیار تولید است. این مجموعه پیش درآمدی بر رمان معروف جزیره گنج اثر رابرت لویی استیونسن است. در ۲۶ ژوئیه ۲۰۱۳، استارز اعلام کرد که فصل دوم سریال هم در ده قسمت ساخته خواهد شد. این تصمیم سریع بخاطر واکنش مثبت طرفداران مجموعه در کامیک-کان بین‌المللی سن دیگو بود. در تاریخ ۱۷ ژانویه ۲۰۱۴، استارز اولین قسمت این مجموعه را در یوتیوب منتشر کرد.

## داستان
وقایعِ سریال بادبان‌های سیاه، بیست سال قبل از داستان جزیرهٔ گنج روی می‌دهد. داستان این سریال پیش درآمدی است بر رمان مشهور «جزیرهٔ گنج» اثر رابرت لوئیس استیونسنون که اقتباس‌های سینمایی زیادی از روی آن ساخته شد. ماجرا دو سال قبل از داستان رمان آغاز می‌شود؛ سال ۱۷۱۵ میلادی است و دوران طلایی دزدان دریایی. مستعمرهٔ سابق بریتانیا که اکنون جزیره‌ای بی قانون است، به دست یکی از بدنام‌ترین ناخدایان دزدان دریایی، ناخدا فلینت، اداره می‌شود. هم‌زمان با تهدیدهای ناوهای بریتانیای که برای پس گرفتن سرزمین‌های خود به آب‌های آن مناطق برگشته‌اند، چهرهٔ جدیدی از ناخدا فلینت پدیدار می‌شود. او با النور گاتری، دختر یکی از قدرتمندترین قاچاقچیان متحد می‌شود تا در کنار یکدیگر غنیمتی بزرگ بدست آورند و با جبران خسارت‌های وارده، بقایشان را تضمین کنند...

## تولید
بادبان‌های سیاه در کیپ تاون آفریقای جنوبی، با شرکت فیلم آفریقا فیلمبرداری شده‌است. برای ساخت این سریال از خدمه‌های زیادی استفاده شد، به‌طور مثال برای ساخت یک کشتی ۳۰۰ نفر به کار گرفته شده‌است.

## جوایز
بادبان‌های سیاه در شصت و ششمین دوره جایزه امی در بخش هنرهای خلاقانه نامزد چهار جایزه و برنده سه جایزه شد.

## فصل‌ها
| فصل | قسمت‌ها | قسمت‌ها | تاریخ اصلی روی آنتن رفتن | تاریخ اصلی روی آنتن رفتن |
| فصل | قسمت‌ها | قسمت‌ها | اولین بار                | آخرین بار                |
| --- | ------ | ------ | ------------------------ | ------------------------ |
| ۱   | ۸      | ۸      | ۲۵ ژانویه ۲۰۱۴           | ۱۵ مارس ۲۰۱۴             |
| ۲   | ۱۰     | ۱۰     | ۲۴ ژانویه ۲۰۱۵           | ۲۸ مارس ۲۰۱۵             |
| ۳   | ۱۰     | ۱۰     | ۲۳ ژانویه ۲۰۱۶           | ۲۶ مارس ۲۰۱۶             |
| ۴   | ۱۰     | ۱۰     | ۲۹ ژانویه ۲۰۱۷           | ۲ آوریل ۲۰۱۷             |